# Clã Takaoka
O Clã Takaoka (高冈氏, Takaoka-shi) é um clã japonês histórico. Na verdade é formado por 4 ramos de clãs diferentes :

## Província de Hitachi

### Ramo doClã Fujiwara
Este clã descende do Clã Hatta da província de Hitachi, que por sua vez descende de Fujiwara no Kamatari (614 - 669) através de seu neto Hatta Tomoie .
Takaoka Yasushige, neto de Hatta Tomoie foi o primeiro membro do Ramo a adotar o nome Takaoka. Atualmente há uma grande quantidade de descendentes dele nas regiões de Tóquio , Chiba e Kanagawa.

## Província de Izumo

### Ramo doUda Genji

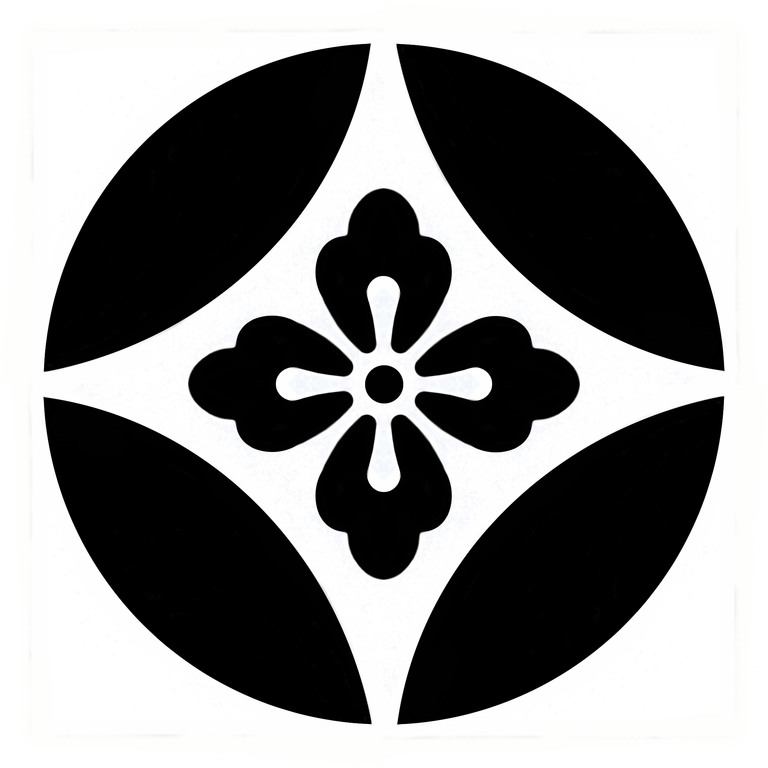
O Brasão do Clã Takaoka (Uda Genji)

Este clã descende do Clã Sasaki da Província de Ōmi, que por sua vez descende diretamente do Imperador Uda (868 - 897) através de seu neto Minamoto no Masanobu (920 - 993) . 
.
Takaoka Muneyasu (1255 - 1326), neto de Sasaki Yoshikiyo e oitavo filho de Sasaki Yasukiyo, foi o primeiro a usar o nome Takaoka de seu domínio Takaoka-mura, em Enya-no-sato, Kamdo-gun, na província de Izumo.
Foi um clã que prosperou em Izumo , Bingo , e Tajima.
Os Takaoka do Domínio de Kawarake (em Izumi) do início do Período Edo pertenciam a este Ramo. Em seguida, quando o Shugo de Izumi perdera seus territórios em 12 de agosto de 1696, os Takaoka temporariamente passaram a viver em Edo.
Depois disso, mudaram-se para Tajima porque haviam se tornado vassalos destas terras.

#### Líderes do Clã
1. Takaoka Muneyasu -- (1287 - 1326)
2. Takaoka Muneyoshi -- (1326 - )

## Província de Tango

### Ramo doClã Mononobe
Este clã descende do Clã Mononobe. Que segundo a lenda descendem diretamente do deus Nigihayahi-no-Mikoto por seu descendente Mononobe no Arakabi ( período Kofun ) .
Takaoka Sadamochi, descendente de Mononobe no Arakahi, foi o primeiro a usar o nome de Takaoka. Oitavo neto de Sadamochi Takaoka Sadami tornou-se subordinado de Ashikaga Takauji e prestara serviços militares ilustres, recebendo por essa razão Itanami-sho, em Yosa-gun, na Província de Tango, para onde o clã se mudou. Onde atualmente há uma grande quantidade de descendentes dele.

## Província de Settsu

### Ramo doSeiwa Genji

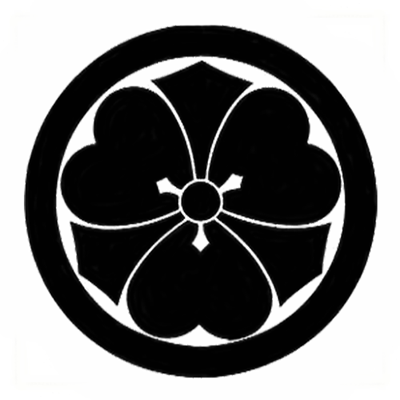
O Brasão do Clã Takaoka (Seiwa Genji)

Este clã descende do Clã Tada da Província de Settsu (Tada Genji ou Settsu Genji), que por sua vez descende diretamente do Imperador Seiwa (850 - 881).
Tada Mitsunaka foi o primeiro a usar o nome Tada, nome da Cidade para onde se mudou em Setssu depois que se tornou governador em exercício ( kokushi ) em dez províncias  e que se tornou o esteio de seu poder militar e econômico..
Este clã prosperou nas cidades de Kawanishi e Sanda na Província de Hyōgo.
Takaoka Ichizaemon , Takaoka Gonzaemon e Takaoka Keisuke, samurais da Província de Settsu ) do final do período Edo eram deste clã.
Takaoka Konoemon do Domínio de Matsue (da Província de Izumo) no início período Edo pertencia a este Ramo.